# Giulia Randi
Giulia Randi (Faenza, 5 de septiembre de 2002) es una deportista italiana que compite en escalada. Ganó una medalla de bronce en el Campeonato Europeo de Escalada de 2024, en la prueba de velocidad.

## Palmarés internacional
| Campeonato Europeo | Campeonato Europeo | Campeonato Europeo | Campeonato Europeo |
| Año                | Lugar              | Medalla            | Prueba             |
| ------------------ | ------------------ | ------------------ | ------------------ |
| 2024               | Villars (Suiza)    | Medalla de bronce  | Velocidad          |